# Oreolais ruwenzorii
Apális-das-ruwenzori ou apális-dos-ruvenzóri (Oreolais ruwenzorii) é uma espécie de ave da família Cisticolidae.
Pode ser encontrada nos seguintes países: Burundi, República Democrática do Congo, Ruanda e Uganda.
Os seus habitats naturais são: regiões subtropicais ou tropicais húmidas de alta altitude.